# Licaria deltoidea
Licaria deltoidea är en lagerväxtart som beskrevs av Van der Werff. Licaria deltoidea ingår i släktet Licaria och familjen lagerväxter. Inga underarter finns listade i Catalogue of Life.